# Rostskuldrad hök
Rostskuldrad hök (Erythrotriorchis buergersi) är en fågel i familjen hökar inom ordningen hökfåglar.

## Utseende
Rostskuldrad hök är en stor (43–53 cm) hök. Stjärten har karakteristiskt många mörka tvärband, nio eller tio stycken. Den uppträder i två färgformer. Den vanligaste är tydligt tecknad med svart ovansida och rostkantade skulderfjädrar. Undersidan är vit med skarp svart streckning. Den ovanligare svarta formen är helsvart, men med ljust öga.

## Läten
Lätena är dåligt kända, men kraftig ljusa och nasala toner har hörts, i serier om ungefär en ton per sekund. Det liknar papuaduvhöken men långsammare och karakteristiskt forcerat.

## Utbredning och systematik
Fågeln förekommer på norra och östra Nya Guinea. Alla fynd är från östra Nya Guinea förutom ett från Fojabegergen på norra delen av ön. Den behandlas som monotypisk, det vill säga att den inte delas in i några underarter.

## Levnadssätt
Rostskuldade höken hittas i bergsbelägna regnskogar på relativt låg nivå, från havsnivån upp till 1600 meters höjd. Den tendererar att förekomma inne i skog och ses sällan sväva över trädridån. Födan är dåligt känd, men tros bestå mestadels av fåglar, men möjligen också små däggdjur och reptiler. Den har setts göra direkta utfall från sittande i ett träd men också jaga från luften. Även häckningsbiologin är i stort sett okänd, annat än fynd av en uppvuxen men tiggande ungfågel i oktober.

## Status
Rostskuldrad hök tros ha ett litet bestånd uppskattat till färre än 10 000 adulta individer. Den tros också minska i antal på grund av habitatförlust och degradering. IUCN kategoriserar den som nära hotad.

## Namn
Fågelns vetenskapliga artnamn hedrar Theodor Josef Bürgers (1881–1954), tysk bakteriolog, kirurg och upptäcktsresande på Nya Guinea 1912–1913.